# Ministre d'État pour l'Europe
Le ministre d'État pour l'Europe (en anglais, Minister of State for Europe, également connu sous le nom de ministre de l'Europe, en anglais, Minister for Europe — jusqu'en 2022, ministre d'État pour l'Europe et l'Amérique du Nord, Minister of State for Europe and North America) est un titre informel pour un poste ministériel au sein du gouvernement du Royaume-Uni, chargé, sous le secrétaire d'État aux Affaires étrangères, du Commonwealth et du Développement, des affaires avec l'Union européenne, le reste de l'Europe et l'Organisation du traité de l'Atlantique nord (OTAN).
Depuis le 8 juillet 2024, la fonction est occupée par Stephen Doughty.

## Liste des ministres de l'Europe
| Nom     | Nom                                                                                      | Portrait | Dates du mandat  | Dates du mandat  | Parti politique | P.M.    | P.M.        | F.Sec.           |
| ------- | ---------------------------------------------------------------------------------------- | -------- | ---------------- | ---------------- | --------------- | ------- | ----------- | ---------------- |
|         | Douglas Hurd                                                                             |          | 4 mai 1979       | 9 juin 1983      | Conservateur    |         | Thatcher    | Carrington       |
| Pym     | Douglas Hurd                                                                             |          | 4 mai 1979       | 9 juin 1983      | Conservateur    |         | Thatcher    |                  |
|         | Malcolm Rifkind                                                                          |          | 9 juin 1983      | 11 janvier 1986  | Conservateur    | Howe    | Thatcher    |                  |
|         | Lynda Chalker                                                                            |          | 11 janvier 1986  | 24 juillet 1989  | Conservateur    | Howe    | Thatcher    |                  |
|         | Francis Maude                                                                            |          | 25 juillet 1989  | 28 novembre 1990 | Conservateur    | Major   | Thatcher    |                  |
|         | Francis Maude                                                                            | Hurd     | 25 juillet 1989  | 28 novembre 1990 | Conservateur    |         | Thatcher    |                  |
|         | Tristan Garel-Jones                                                                      |          | 28 novembre 1990 | 27 mai 1993      | Conservateur    |         | Major       |                  |
|         | David Heathcoat-Amory                                                                    |          | 27 mai 1993      | 20 juillet 1994  | Conservateur    |         | Major       |                  |
|         | David Davis                                                                              |          | 20 juillet 1994  | 5 mai 1997       | Conservateur    |         | Major       |                  |
|         | David Davis                                                                              | Rifkind  | 20 juillet 1994  | 5 mai 1997       | Conservateur    |         | Major       |                  |
|         | Doug Henderson                                                                           |          | 5 mai 1997       | 28 juillet 1998  | Travailliste    |         | Blair       | Cook             |
|         | Joyce Quin                                                                               |          | 28 juillet 1998  | 28 juillet 1999  | Travailliste    |         | Blair       | Cook             |
|         | Geoff Hoon                                                                               |          | 28 juillet 1999  | 11 octobre 1999  | Travailliste    |         | Blair       | Cook             |
|         | Keith Vaz                                                                                |          | 11 octobre 1999  | 11 juin 2001     | Travailliste    |         | Blair       | Cook             |
|         | Peter Hain                                                                               |          | 11 juin 2001     | 24 octobre 2002  | Travailliste    | Straw   | Blair       |                  |
|         | Denis MacShane                                                                           |          | 28 octobre 2002  | 11 mai 2005      | Travailliste    | Straw   | Blair       |                  |
|         | Douglas Alexander                                                                        |          | 11 mai 2005      | 8 mai 2006       | Travailliste    | Straw   | Blair       |                  |
|         | Geoff Hoon                                                                               |          | 8 mai 2006       | 27 juin 2007     | Travailliste    | Beckett | Blair       |                  |
|         | Jim Murphy                                                                               |          | 28 juin 2007     | 3 octobre 2008   | Travailliste    |         | Brown       | Miliband         |
|         | Caroline Flint                                                                           |          | 3 octobre 2008   | 5 juin 2009      | Travailliste    |         | Brown       | Miliband         |
|         | Glenys Kinnock                                                                           |          | 5 juin 2009      | 13 octobre 2009  | Travailliste    |         | Brown       | Miliband         |
|         | Chris Bryant Sous-secrétaire d'État pour l'Europe et l'Asie                              |          | 13 octobre 2009  | 12 mai 2010      | Travailliste    |         | Brown       | Miliband         |
|         | David Lidington                                                                          |          | 12 mai 2010      | 14 juillet 2016  | Conservateur    |         | Cameron     | Hague            |
| Hammond | David Lidington                                                                          |          | 12 mai 2010      | 14 juillet 2016  | Conservateur    |         | Cameron     |                  |
|         | Alan Duncan Ministre d'État pour l'Europe et les Amériques                               |          | 15 juillet 2016  | 22 juillet 2019  | Conservateur    |         | May         | Johnson          |
| Hunt    | Alan Duncan Ministre d'État pour l'Europe et les Amériques                               |          | 15 juillet 2016  | 22 juillet 2019  | Conservateur    |         | May         |                  |
|         | Christopher Pincher Ministre d'État pour l'Europe et les Amériques                       |          | 25 juillet 2019  | 13 février 2020  | Conservateur    |         | Johnson     | Raab             |
|         | Wendy Morton Sous-secrétaire d'État parlementaire au Voisinage européen et aux Amériques |          | 13 février 2020  | 19 décembre 2021 | Conservateur    |         | Johnson     | Raab             |
|         | Chris Heaton-Harris                                                                      |          | 19 décembre 2021 | 8 février 2022   | Conservateur    |         | Johnson     | Truss            |
|         | James Cleverly Ministre d'État pour l'Europe et l'Amérique du Nord                       |          | 8 février 2022   | 7 juillet 2022   | Conservateur    |         | Johnson     | Truss            |
|         | Graham Stuart                                                                            |          | 7 juillet 2022   | 7 septembre 2022 | Conservateur    |         | Johnson     | Truss            |
|         | Leo Docherty                                                                             |          | 7 septembre 2022 | 26 mars 2024     | Conservateur    |         | Truss Sunak | Cleverly Cameron |
|         | Nusrat Ghani                                                                             |          | 26 mars 2024     | 5 juillet 2024   | Conservateur    |         | Sunak       | Cameron          |
|         | Stephen Doughty                                                                          |          | 8 juillet 2024   | En cours         | Travailliste    |         | Starmer     | Lammy            |